# Dions
Dions is een gemeente in het Franse departement Gard (regio Occitanie) en telt 540 inwoners (2004). De plaats maakt deel uit van het arrondissement Nîmes.

## Geografie
De oppervlakte van Dions bedraagt 11,3 km², de bevolkingsdichtheid is 47,8 inwoners per km².
De onderstaande kaart toont de ligging van Dions met de belangrijkste infrastructuur en aangrenzende gemeenten.

## Demografie
Onderstaande figuur toont het verloop van het inwonertal (bron: INSEE-tellingen).